# Hubert Meyer (SS-Mitglied)

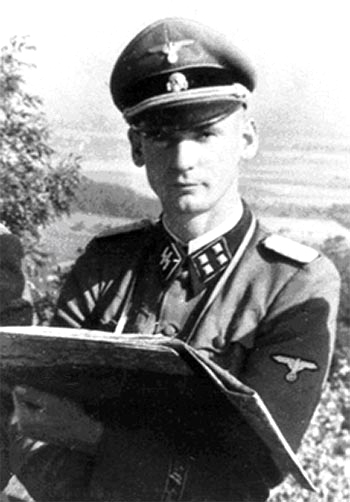
Hubert Meyer

Hubert Meyer (* 5. Dezember 1913 in Berlin; † 16. November 2012 in Leverkusen) war Obersturmbannführer der Waffen-SS und Erster Generalstabsoffizier (Ia) der 12. SS-Panzer-Division „Hitlerjugend“. In den 1950er Jahren war er Mitbegründer der Hilfsgemeinschaft auf Gegenseitigkeit der Angehörigen der ehemaligen Waffen-SS (HIAG) und von 1969 bis zu ihrer Auflösung 1992 Bundessprecher der HIAG.

## SS und Waffen-SS
Meyer trat zum 15. Juni 1933 der SS bei (SS-Nummer 266.464). Zum 1. Mai 1937 wurde er als SS-Untersturmführer Zugführer in der 10. Kompanie der Leibstandarte SS Adolf Hitler. Zum 9. November 1938 erfolgte Meyers Beförderung zum SS-Obersturmführer. Er nahm mit seinem Zug an Kämpfen in Polen, den Niederlanden und in Frankreich teil. Nach dem Westfeldzug wurde er Kompaniechef der 10. Kompanie (später in 12. Kompanie umbenannt). Zum 9. November 1940 wurde er SS-Hauptsturmführer. Er nahm am Krieg auf dem Balkan teil. Mit der 12. Kompanie nahm er am Überfall auf die Sowjetunion im Juni 1941 teil. Nach Verwundung kam er zum Artillerieregiment der Division. Am 14. Februar 1943 wurde er zum SS-Sturmbannführer befördert und Kommandeur des III./SS-Pz.Gren.Rgt 1. Anschließend war seine Einheit an der Schlacht um Charkow beteiligt. Am 9. März wurde er bei einem Angriff bei Charkow verwundet. Er wurde am 6. Mai mit dem Deutschen Kreuz in Gold ausgezeichnet. Vom Juni bis September 1943 nahm er an einem Generalstabskurs teil. Anschließend erfolgte die Versetzung als Erster Generalstabsoffizier (Ia) zur neu aufgestellten 12. SS-Panzer-Division. Als solcher war er bei Abwesenheit des Divisionskommandeurs dessen Stellvertreter. Nachdem der Divisionskommandeur SS-Brigadeführer Kurt Meyer am 6. September 1944 gefangen genommen worden war, übernahm Hubert Meyer deshalb kurzzeitig die Führung über den Rest der Division, welche kaum mehr Regimentsgröße aufwies. Am 24. Oktober übergab er das Kommando an SS-Brigadeführer Fritz Kraemer. Meyer wurde zum 9. November 1944 zum SS-Obersturmbannführer befördert.
Meyer blieb bis zur Kapitulation am 8. Mai 1945 als Erster Generalstabsoffizier (Ia) bei der Division.

## HIAG
Meyer war in den 1950er Jahren Mitbegründer der Hilfsgemeinschaft auf Gegenseitigkeit der Angehörigen der ehemaligen Waffen-SS (HIAG) und der „Kriegsgräberstiftung Wenn alle Brüder schweigen“. Von 1969 bis zu ihrer Auflösung 1992 war er Bundessprecher der HIAG, die er, nachdem zwischen 1961 und 1969 mehrere Führungswechsel stattgefunden hatten, wieder stabilisierte. Als es in den 1980er Jahren zu Protestaktionen gegen die HIAG kam, bezeichnete Meyer deren Teilnehmer in internen Korrespondenzen als „primitiv“, „dumm“, „skrupellos“, „Chaoten“, „Feiglinge“, „Penner“, „Gesindel“ und „Pack“. Nachdem im Vorfeld eines Staatsbesuches von Bundeskanzler Helmut Kohl nach Israel im Sommer 1983 kritisiert wurde, dass die HIAG nicht mehr in den Verfassungsschutzberichten geführte werde, bedankte sich Meyer in einem Schreiben an Kohl, dass dieser die Entscheidung seines Innenministers verteidigt habe und versicherte ihm, dass die Mitglieder der HIAG Kriegsverbrechen ablehnten.
Meyer schrieb eine Kriegsgeschichte der 12. SS-Panzerdivision „Hitlerjugend“. in zwei Bänden. Die Schrift erschien im Munin-Verlag, der „von der HIAG unter anderem explizit mit dem Ziel gegründet [wurde], gemeinsam mit den Truppenkameradschaften die Kriegsgeschichte der Waffen-SS zu schreiben“. In ihr erwähnt Meyer, dass er schon 1954 zusammen mit dem Generalmajor der Waffen-SS Kurt Meyer, dessen erster Generalstabsoffizier er 1944 gewesen war, für die Historical Division der US-Army „eine gemeinsame Studie über den Einsatz der 12. SS-Panzerdivision ‚Hitlerjugend‘ während der Invasionskämpfe in Frankreich von Juni bis September 1944“ geschrieben habe. Das Buch erschien auch auf Französisch (Album Historique : 12. SS-Panzer-Division Hitlerjugend; Éditions Heimdal, Bayeux 1991, übersetzt von Georges Bernage), auf Englisch (The history of the 12. SS-Panzerdivision “Hitlerjugend”. J.J. Fedorowicz, Winnipeg, Manitoba 1994 bzw. The 12th SS : the history of the Hitler Youth panzer division; Stackpole, Mechanicsburg, Pennsylvania 2005, übersetzt von H. Harri Henschler) und auf Japanisch (ヒットラー・ユーゲント : SS第12戦車師団史; Dai Nihon Kaiga, Tōkyō 1998, übersetzt von Yūko Mukai und Masatomo Miki). Der Historiker Peter Lieb beurteilte die Schrift als „äußerst materialreiche Arbeit“, Meyers Darstellung der Division bleibe jedoch selektiv, obwohl sich dieser um „ein vergleichsweise objektives Bild“ bemüht habe.

## Schriften
- Kriegsgeschichte der 12. SS-Panzerdivision „Hitlerjugend“. 2 Bände. Munin-Verlag, Osnabrück 1982; ISBN 3-921242-51-7. 3. Auflage bei Nation Europa, Coburg 1996; ISBN 3-920677-27-7.